# Mahalangur Himal
Mahalangur Himal (en nepalí: महालङ्गूर हिमाल) es una subcordillera del Himalaya que se extiende la frontera entre el Tíbet (China) y Nepal. En ella se encuentran cuatro de los catorce ochomiles del mundo: monte Everest, Lhotse, Makalu, y Cho Oyu, así como otros numerosos picos de importancia. Puede considerarse como la cordillera más alta de la Tierra.
Además, en el lado tibetano se encuentran los glaciares de Rongbuk y de Kangshung, mientras que en el lado nepalí los más importante son los glaciares Ngojumba, Khumbu y Barun, entre otros.
El Mahalangur Himal se divide en tres subsecciones:
- Makālu (en nepalí: मकालु) El punto más cercano al río Arun y a lo largo de la frontera Nepal-China, incluye al Makalu (8463 m / 27 765 pies), el Chomo Lonzo (7790 m / 25 557 pies), el sur del valle Kama en el Tíbet, el Kangchungtse o Makalu II (7678 m / 25 190 pies), y otros diez picos de más de 6000 metros.
- Barun (en nepalí: बरुण, Baruṇa) Dentro de Nepal y al sur de la sección Makālu. Incluye el Chamlang (7319 m / 24 012 pies) y el Chamlang Este (7235 m / 23 736 pies), el Baruntse (7129 m / 23 389 pies), el Ama Dablam (6812 m / 22 349 pies), y otros diecisiete picos de más de 6000 metros.
- Khumbu (en nepalí: खुम्बु) A lo largo de la frontera internacional al oeste de la sección Makālu, incluyendo el macizo del Everest: Everest (8848 m  / 29 028 pies), Lhotse (8516 m / 27 939 pies), Nuptse (7855 m / 25 771 pies), y el Changtse (7580 m / 24 868 pies). Al oeste del Everest están el Pumori (7161 m / 23 494 pies), y el Cho Oyu (8201 m / 26 906 pies), además de otros veinte picos de más de 7000 m, y 36 de más de 6000 metros.[1]

La región de Khumbu es la parte más conocida de la cordillera, principalmente porque en ella se encuentra el camino de aproximación estándar y el campamento base para ascender al Everest por la vía del collado Sur, la ruta más popular de ascenso.

## Panorama

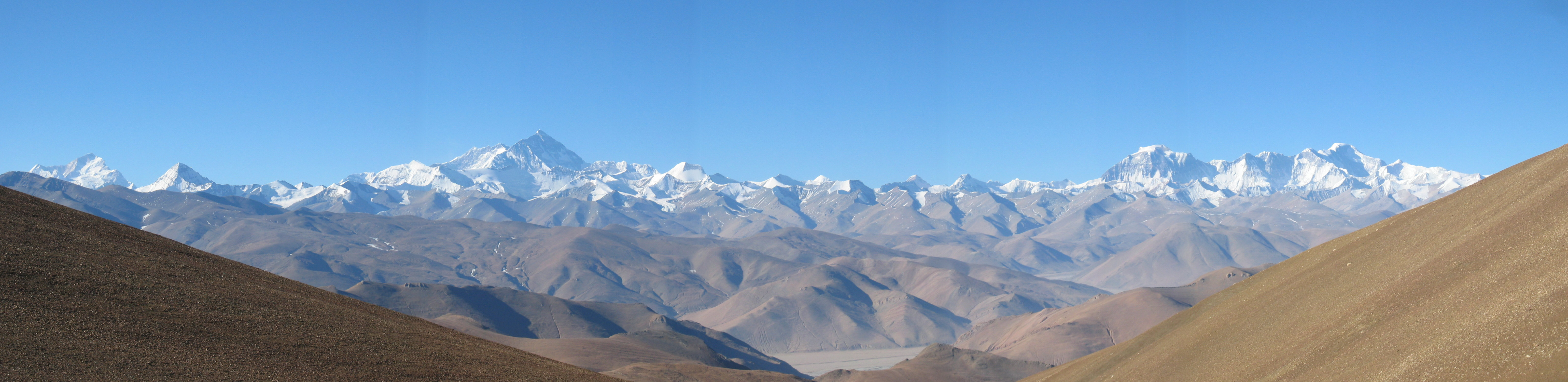
Lado Norte: Makalu, Lhotse, Everest, Gyachung Kang y Cho Oyu desde el Tíbet

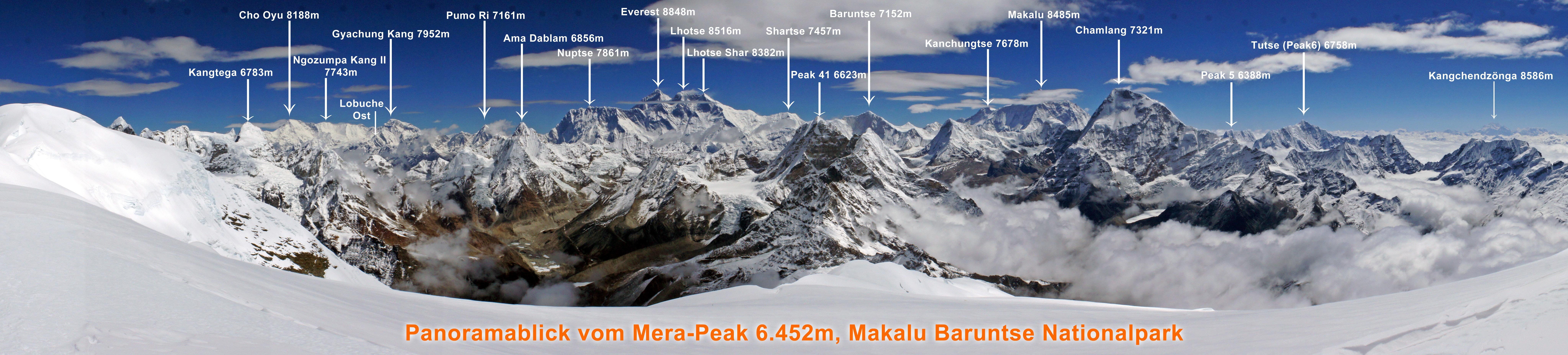
Lado sur: vista desde el pico Mera